# Vinterglans-slægten
Vinterglans-slægten (Pachysandra) er udbredt i Østasien og Nordamerika. Det er flerårige, urteagtige planter eller halvbuske med spredstillede, læderagtige blade, der har hel eller groft tandet rand. Blomsterne er enbo og grønligt hvide. Frugterne er stenfrugter.
| Beskrevne arter |

- Vinterglans (Pachysandra terminalis)

| Andre arter |

- Pachysandra axillaris
- Pachysandra procumbens